# Програма Захисту Свідків (США)
Федеральна Програма Захисту Свідків США, більш відома як просто Програма Захисту Свідків (англ. United States Federal Witness Protection Program або Witness Security Program або WITSEC) - програма федерального уряду США призначена для захисту свідків, яким загрожує небезпека, до, під час та після судового процесу. Втілення цієї програми є обов'язком Служби маршалів США, а керівництво програмою здійснює Міністерство юстиції США. Деякі штати, зокрема Каліфорнія, Коннектикут, Іллінойс, Нью-Йорк, Техас, а також Федеральний округ Колумбія мають свої власні програми захисту свідків для випадків, які не підпадають під юрисдикцію федеральної програми. Рівень захисту у програмах штату є менш серйозним, ніж у федеральній. Також, багато інших країн мають свої програми захисту свідків, подібні до американської, зокрема Ірландія, Канада, Нова Зеландія та Ізраїль.

## Історія
Програма Захисту Свідків була формально започаткована відповідно до статті 5 Акту про Контроль За Організованою Злочинністю 1970 року. Цей акт визначає процедуру за якою Генеральний прокурор США може виносити рішення про переміщення та захист свідка або потенційного свідка у судовому процесі федерального рівня чи рівня штату, пов'язаному із організованою злочинністю або іншими серйозними злочинами. Федеральний уряд також субсидує штати для виконання подібних програм.
Фактично, Програма Захисту Свідків була заснована в середині 1960-х років Джеральдом Шуром, який тоді був прокурором в Підрозділі спостереження та спеціальних операцій Відділу організованої злочинності та рекету Міністерства юстиції США. Захистом свідків займається Служба маршалів США, окрім ув'язнених свідків, захист яких є обов'язком Федерального Бюро В'язниць.

## Діяльність
В період з 1971 до 2013 років було надано захист 8500 свідкам та 9500 членам родин свідків, що дозволило засудити більше 10000 злочинців. Акт 1970 року гарантував захист лише самим свідкам, але в 1984 році до нього були внесені зміни, які гарантували захист також і членам родини свідків. Захист полягає в фізичній охороні до і під час судового процесу, а після нього в допомозі зі зміною особистих даних та зміні місця проживання. Тобто людина змінює своє ім'я, а часто і зовнішність, і переїжджає жити в інше місце. Людина може в будь-який момент повернутись до своєї попередньої особи та свого попереднього місця проживання, але Служба маршалів наполегливо рекомендує не робити цього. Про нову особу та місце проживання свідка знає дуже обмежене коло осіб. За словами Джеральда Шура, засновника програми, 95% свідків в програмі самі є злочинцями або людьми, тісно пов'язаними із криміналом. Попри це, лише 17% з них вчиняють злочини перебуваючи під захистом, що є малим показником порівняно із 41% рецидиву серед достроково звільнених та помилуваних. Бюджет програми в 2013 році складав 38 млрд. доларів, що є високим показником. Також, за даними Служби маршалів, 89% судових процесів, на яких свідчать свідки, що перебувають під захистом, закінчуються перемогою сторони обвинувачення.

## Процедура
Все починається із подачі федеральним правоохоронним органом або правоохоронним органом рівня штату запиту до Міністерства юстиції щодо надання захисту свідку. В цьому запиті описуються свідчення, які буде давати свідок, і рівень їх необхідності, рівень загрози життю свідка та загроза, яку він становитиме для мешканців нового місця проживання, якщо цей свідок і сам є злочинцем. Міністерство юстиції, а точніше його Офіс правоохоронних операцій, проводить співбесіду зі свідком, щоб той зміг дізнатися чого він може очікувати від програми. Копія запиту надається Службі маршалів яка видає рекомендацію щодо того чи має бути свідок включений до програми. Остаточне рішення ухвалює Генеральний прокурор США, беручи до уваги рекомендації Служби маршалів та обвинувачувачів у справі. Він враховує різноманітні фактори, зокрема чи має свідок кримінальне минуле, чи можливо обійтись без свідчень цього свідка, чи є інше рішення, ніж застосування програми. Якщо цінність свідчень цього свідка виправдовує витрачені кошти та ресурси на його захист та, у випадку якщо цей свідок є злочинцем, виправдовує небезпеку яку представляє сам цей свідок, то Генеральний прокурор ухвалює рішення про надання йому захисту. Для свідків, які є ув'язненими, є також додаткова вимога - вони мають пройти тест на детекторі брехні.
Після ухвалення рішення про надання захисту Генеральним прокурором, Служба маршалів допомагає свідку та членам його родини змінити імена та місце проживання. Свідок та члени його родини вибирають собі нові імена. Рекомендується, щоб вони брали собі нове прізвище, а імена чи ініціали залишали незмінними. Вони проходять звичайну державну процедуру зміни імені, отримують нові документи, але записи про цю зміну стають засекреченими. Після цього Служба маршалів допомагає свідку облаштуватись на новому місці. Ця допомога включає знаходження роботи для свідка, допомогу у пошуках житла, та за потреби, надання фінансової допомоги. Також, Служба маршалів, зазвичай, попереджає місцеві правоохоронні органи про присутність на території їх юрисдикції свідка.